# Storkow (Mark)
Storkow település Németországban, azon belül Brandenburgban. Lakosainak száma 9491 fő (2023. december 31.).

## Népesség
A település népességének változása:
| Lakosok száma | 9077 | 9020 | 9352 | 9373 | 9512 | 9491 |
|               | 2010 | 2015 | 2020 | 2021 | 2022 | 2023 |